# Pachypodium lamerei
Pachypodium lamerei Drake, 1899 è una pianta della famiglia delle Apocinacee, endemica del Madagascar.

## Descrizione

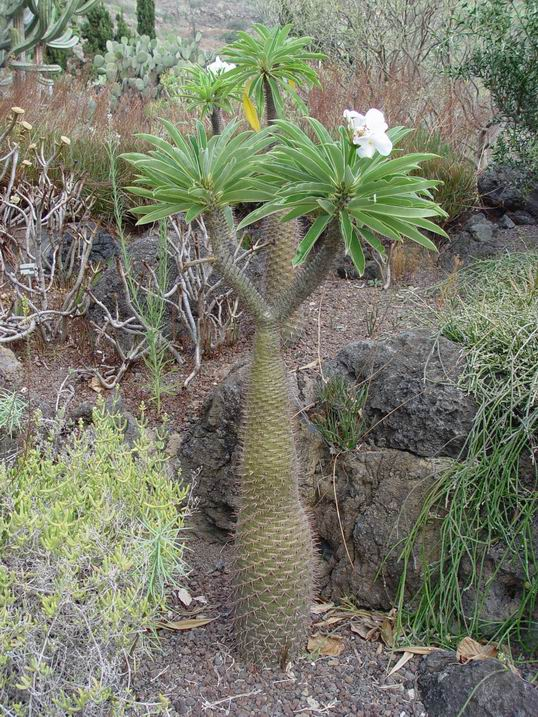
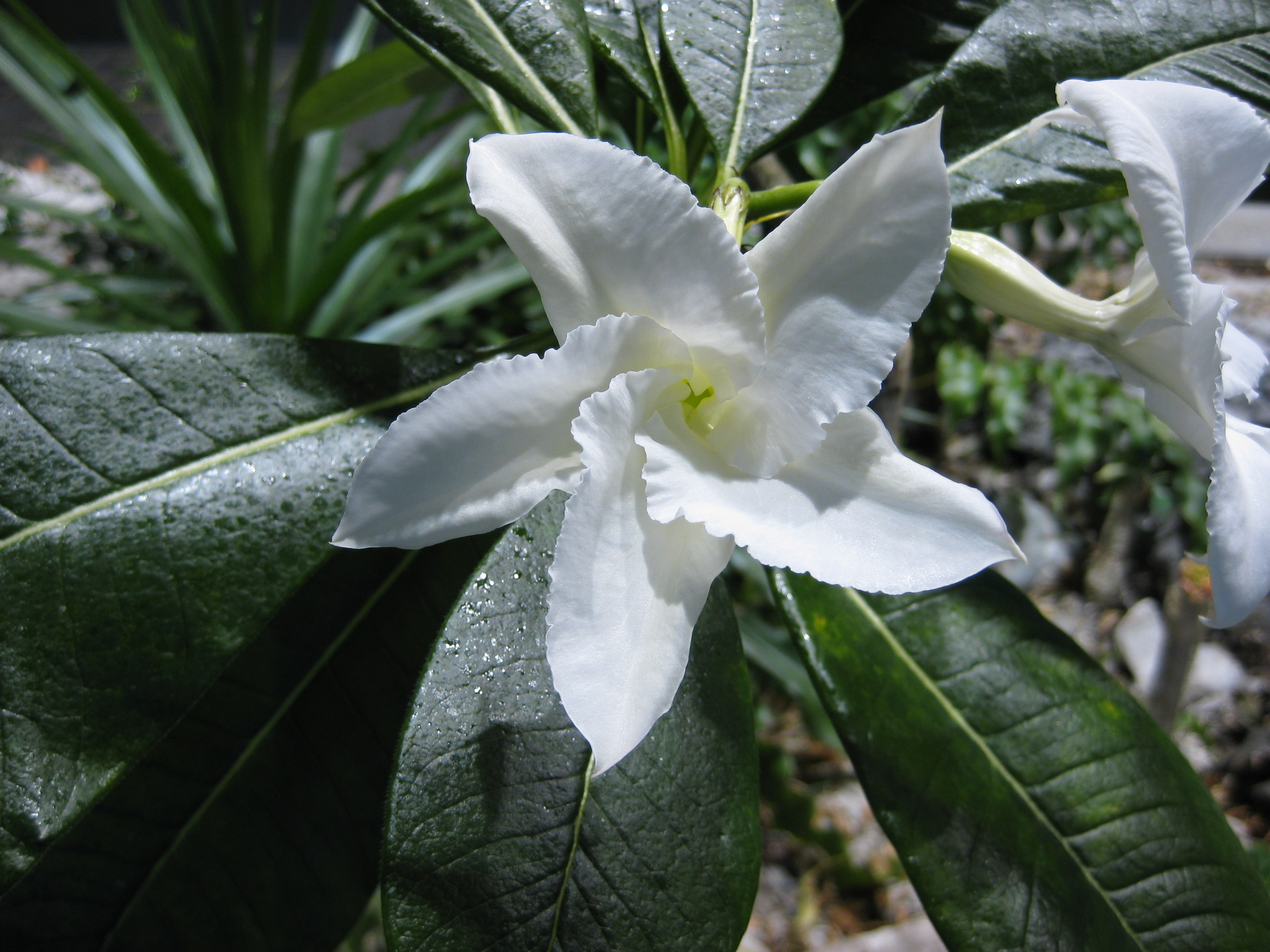
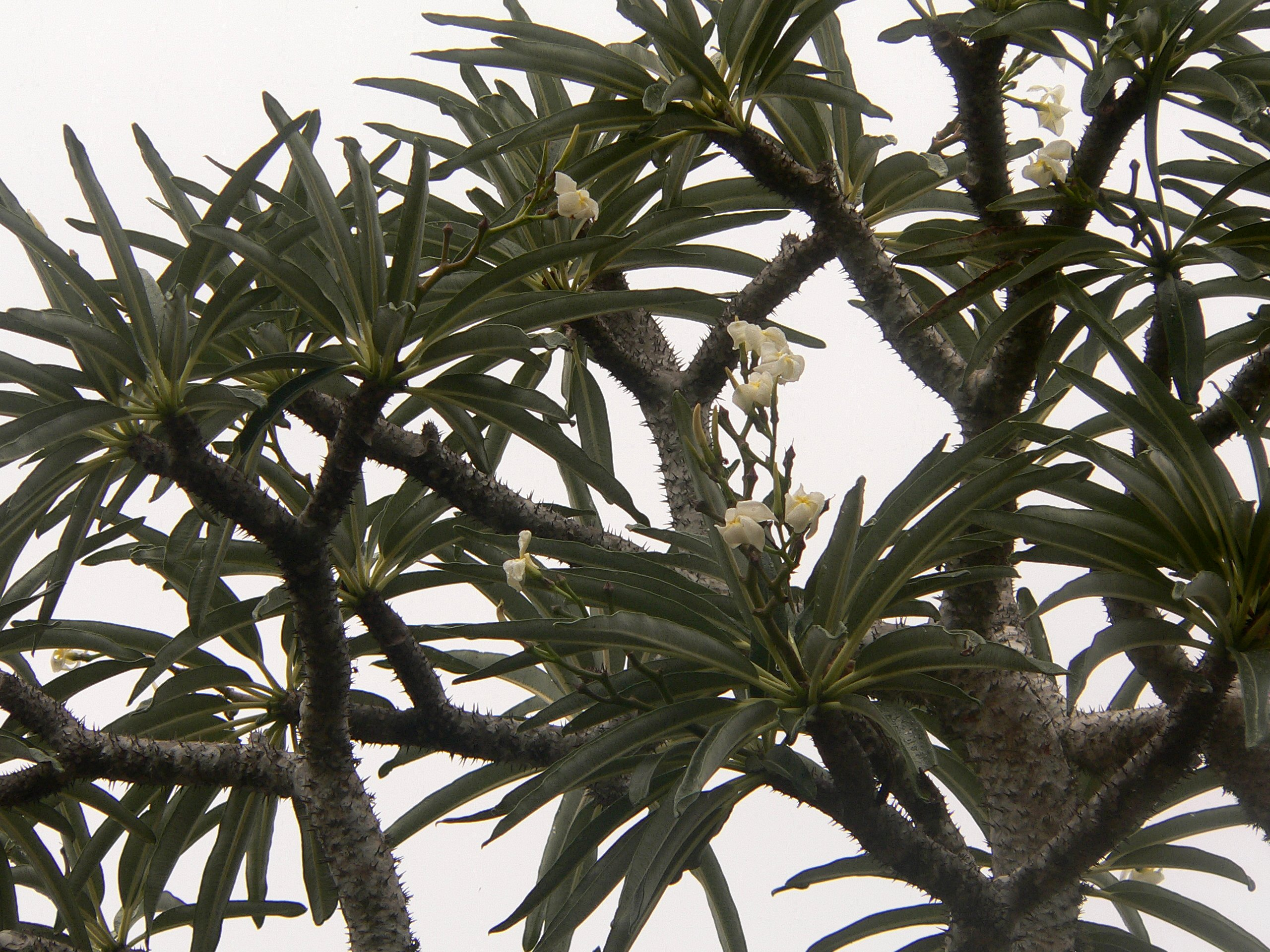

## Distribuzione e habitat
La specie è diffusa nel Madagascar centro-meridionale (provincie di Fianarantsoa, Mahajanga e Toliara).